# Poliamina

Estrutura química da putrescina.

Estrutura química da espermidina.

As poliaminas são moléculas de natureza policatiónica presentes tanto em plantas, como em animais e microorganismos. Nas primeiras actuam como fito-hormonas, isto é, reguladores do desenvolvimento, ainda que dita actuação é questionada por alguns cientístas, devido a que sua concentração na planta é muito elevada, o que é oposto à ideia de que intervenham como hormonas, substâncias, que por definição, são activas em muito baixas doses: poderia ser que actuassem simplesmente como segundos mensageiros. Não obstante, fica claro que afectam aspectos do desenvolvimento, crescimento, senescência e resposta ao estresse.
As poliaminas mais eminentes em plantas são a diamina putrescina, a triamina espermidina e a tetraamina espermina. Devido à natureza policatiónica, podem unir-se e estabilizar polímeros ricos em cargas negativas como é o ADN, mas também a fosfolípidos e proteínas. Ditas funções postulam-se igualmente para animais e microorganismos.
Um exemplo da sua importância é que quando a sua síntese está inibida, o ciclo celular detém-se ou retarda, a não ser que se adicionem exogenamente. A maioria das células eucariotas possuem um sistema de transporte de poliaminas localizado na membrana plasmática que facilita a captação de poliaminas exógenas. Dito sistema, de vital importância em tecidos animais que se encontram em proliferação, é um alvo farmacológico no desenvolvimento de novos compostos quimioterapêuticos.

## Biossíntese
Recentemente, o interesse pelo mecanismo da biossíntese de poliaminas tem aumentado, pois elas fornecem informações cruciais para o desenvolvimento de inibidores que podem ser usados como agentes farmacológicos.
As poliaminas putrescina, espermidina e espermina são sintetizadas, interconvertidas e degradadas através de uma série bem estabelecida de reações enzimáticas, podendo ser divididas em duas vias metabólicas: a primeira envolvendo a L-ornitina, obtida pela ação da ornitina descarboxilase (ODC), e a segunda via através da obtenção da agmatina pela ação da arginina descarboxilase (ADC). 
O percursor imediato das poliaminas é a diamina putrescina resultante da descarboxilação da ornitina pela ação da ornitina descarboxilase. A putrescina formada é então convertida em espermidina e espermina através da ação de duas aminopropiltransferases distintas, a espermidina sintase e a espermina sintase, enzimas as quais utilizam a S-adenosil-L-metionina descarboxilada (dSAM) como dador do grupo aminopropilo. Alternativamente, a espermidina pode ser covertida a termoespermina pela espermina sintase do gene ACL5, em Arabidopsis.

#### Regulação
A enzima ornitina descarboxilase (ODC) de espécies como H. Vulgare e S. Lycopersicum geralmente exibem o efeito de inibição pelo produto final, ou seja, esta enzima é inibida na presença de putrescina, espermidina ou espermina.
Ao contrário, a enzima arginina descarboxilase (ADC) de espécies como A.sativa e O.sativa se mostraram ser insensíveis às poliaminas, mas são inibidas pela agmatina. Estress ambiental aumenta a atividade desta enzima, regulando positivamente a produção de putrescina. Em Arabidopsis, os genes ADC1 e ADC2 que codificam esta enzima são transcricionalmente ativadas por estress abiótico como, por exemplo, baixas temperaturas, alta concentração salina, desidratação e também pelo tratamento com ácido abscísico (ABA).
O α-difluormetilarginina e o α-difluormetilortinina são potentes inibidores irreversíveis das enzimas ADC e ODC, respectivamente.
A síntese de a S-adenosil-L-metionina descarboxilada (dSAM) é inibida pela espermidina mais aumenta em resposta a níveis maiores de putrescina.